# Genius G-Shot DV610
Genius G-Shot DV610 — портативный цифровой фотоаппарат серии G-Shot компании Genius.

## Описание
Genius G-Shot DV610 представляет собой компактный цифровой фотоаппарат, с вертикальным форм-фактором корпуса.

## Функциональность
Кроме непосредственно фотосъёмки, камера способна записывать видеоролики неограниченной длины, функционировать в режиме веб-камеры, диктофона или MP3-плеера.

## Особенности
- Фотографии, снятые камерой, сохраняются в формате JPEG со стандартной матрицей квантования.